# Zirchow
Zirchow − gmina w Niemczech, wchodząca w skład Związku Gmin Usedom-Süd w powiecie Vorpommern-Greifswald, w kraju związkowym Meklemburgia-Pomorze Przednie. Położona nad brzegiem Zalewu Szczecińskiego. W bliskim sąsiedztwie Zirchowa znajduje się Port lotniczy Heringsdorf. W 2008 r. mieszkały tu 624 osoby.

## Toponimia
Nazwa pochodzenia słowiańskiego, poświadczona historycznie w formie Circhove (1256), Cyrchowe (1336). Rekonstruowana połabska forma *Čirchov (por. pol. Czerchów) pochodzi od imienia *Čirch.